# 南蘇丹內戰
南蘇丹內戰是南蘇丹自2013年未遂政變所引發的內戰。2013年12月14日，苏丹人民解放军一支部隊試圖發動政變。萨尔瓦·基尔·马亚尔迪特總統次日宣布已鎮壓政變成功，但戰鬥在12月16日恢復，且衝突擴展至種族緊張地區瓊萊省。根據報導，內戰開始至今已有至少500人喪生，而受傷人數超過400名。
南蘇丹總統萨尔瓦·基尔·马亚尔迪特抨擊前副總統里克·馬查爾煽動了此起政變，但馬查爾否認，且批評了基爾實施強權政治。國際媒體則多描述該事件為丁卡人與努爾人的種族衝突，然而如屬於丁卡人的總統顧問丽贝卡·尼安登·德·马比奥尔反而加入了努爾人陣營當中。

## 背景
南蘇丹獨立後，其中一個面臨的挑戰是軍隊紀律散漫、政治不團結。总统、副总统、议长分别来自丁卡族、巴里族、努尔族三大族群，独立当日，原南方自治政府主席基尔签署《南苏丹过渡期宪法》，宣誓就任南苏丹共和国首任总统。同時，南蘇丹憲法給予總統很大權力，包括解僱州長和委任國會議員。2013年2月，總統下令100多個將領退休，以便重新組織軍隊，但措施造成困擾。
在2011年夏天，里克·馬查爾是該國唯一政黨的副總裁，並成為該國副總統。2013年7月23日，他與整個內閣被總統解散。馬查爾指總統的舉動是走向獨裁的一步，他將挑戰基爾總統寶座。與此同時，美國和歐盟擔心政治動盪。持不同政見的團體據說包括蘇丹人民解放運動的創始人約翰·加朗的遺孀丽贝卡·尼安登·德·马比奥尔。
此外，馬查爾和基爾，雖然同為蘇丹人民解放運動的成員，但來自不同部落。基爾是丁卡人，而馬查爾是努爾人。而自獨立以來，部族派系的衝突已經常發生，尤其是在瓊萊省。

## 经过

### 政變未遂
南蘇丹的蘇丹論壇報報導衝突於12月14日在總統衛隊的成員之間爆發。基爾還聲稱，戰鬥開始時，身份不明的軍警人員開始在蘇丹人民解放運動的會議開槍。朱巴大學附近的軍事總部遭到襲擊，戰鬥持續整個晚上。第二天，衝突的派別在首都朱巴爆發槍戰。在聯合國南蘇丹特派團也稱有迫擊砲和重機槍開火的聲音，並有數百名平民向它尋求避難。據不具名的民航和航空公司消息，朱巴國際機場被無限期關閉。外交部長稱士兵在軍事基地試圖襲擊一個武器商店，但被擊退。他補充說，有政治人物被逮捕，但無法證實馬查爾是否其中。他還表示，參與政變的士兵和政客以馬查爾為首。

### 恢復戰鬥
儘管當局稱已經粉碎了政變陰謀，但戰鬥在2013年12月17日恢復，並蔓延至波爾，而在瓊萊有3人死亡。靠近總統府和朱巴的其他地區出現武裝衝突。截至12月18日，已造成約500人死亡，最少400人受傷。據聯合國報導，13,000人向其在朱巴的基地尋求避難。
2014年1月，交戰雙方第一次達成停火協議。不久戰火再起，2014年5月再次達成停火協議，到6月又再起衝突。
2014年7月25日晚，世界糧食計畫署與聯合國兒童基金會聯合聲明，南蘇丹政府軍和叛軍、民兵7個多月來的戰鬥，已經造成數千人死亡，超過150萬人成難民，警告南蘇丹即將出現饑荒。
2016年4月，馬查爾返回朱巴就任「南蘇丹民族團結過渡政府」第一副總統。2016年7月，支持基爾和支持馬查爾的士兵在朱巴爆發新的衝突，7月25日基爾發佈總統令，宣佈解除馬查爾的第一副總統職務。

### 和平协议
2018年3月，包括南苏丹解放运动在内的9个反对派武装团体组成了南苏丹反对派联盟与政府进行谈判。蘇丹人民解放運動反對派并没有加入该联盟。
2018年9月，南苏丹总统基尔与马查尔签署和平协议，正式结束了为期五年的内战。该协议，由苏丹调解并在埃塞俄比亚首都亚的斯亚贝巴签署，恢复了马查尔副总统的职务。2019年2月，聯合國秘書長駐南蘇丹特別代表大衛·希勒表示和平協議後，南蘇丹的戰鬥已大幅減少。2020年2月22日，吸納了反對派的民族团结过渡政府成立，馬查爾再就任第一副總統，內戰可謂暫告一段落。

## 外部連結
- , , FAO,   [2016-08-01], （原始内容存档于2016-07-02）.
- Vice – 拯救南蘇丹（页面存档备份，存于）